# Nick Fairley
Nicholas Lachester Fairley (* 23. Januar 1988 in Mobile, Alabama) ist ein ehemaliger US-amerikanischer American-Football-Spieler auf der Position des Defensive Tackles. Zuletzt spielte er bei den New Orleans Saints in der National Football League (NFL). 

## College
Fairley, der schon in der Highschool sportliches Talent zeigte und neben Basketball sowohl in der Offensive als auch in der Defensive Line Football spielte, besuchte zunächst das Copiah-Lincoln Community College in Wesson (Mississippi), wechselte dann an die Auburn University und spielte für deren Mannschaft, die Tigers, überaus erfolgreich College Football. Er konnte mit seinem Team nicht nur mehrere Titel gewinnen, sondern wurde auch persönlich wiederholt ausgezeichnet, darunter mit dem prestigeträchtigen Lombardi Award.

## NFL

### Detroit Lions
Beim NFL Draft 2011 wurde er in der 1. Runde als insgesamt 13. Spieler von den Detroit Lions ausgewählt. Er zog sich in der Vorbereitung eine Fußverletzung zu und konnte in seiner Rookiesaison nur 10 Spiele absolvieren. In der folgenden Spielzeit konnte er sich als Starter etablieren und bildete zusammen mit Ndamukong Suh das gefürchtete Herzstück der D-Line der Lions. 2013 konnte er seinen ersten Safety und auch seinen ersten Touchdown erzielen. Auch 2014 blieb ihm sein Verletzungspech – bis heute konnte er keine Saison zur Gänze bestreiten – treu, und so ließ eine Knieverletzung nur acht Spiele zu.

### St. Louis Rams
Im März 2015 unterschrieb er einen Einjahresvertrag bei den St. Louis Rams über 5 Millionen US-Dollar.

### New Orleans Saints
Im März 2016 wurde er von den New Orleans Saints verpflichtet, die, nachdem sie schon die zweite Saison hindurch die schlechteste Defense der Liga stellten, vor allem den Pass Rush verbessern wollen.
Im Juni 2017 wurde bei Fairley ein Herzleiden festgestellt, das seine sportliche Zukunft ungewiss erscheinen lässt.
Am 26. Juni wurde er mit dem Status Non-Football Illness auf die Reserve List gesetzt, womit er die gesamte Saison 2017 ausfiel.
Nach Ende der Spielzeit wurde er entlassen.